# Autopista

Señal de autopista.

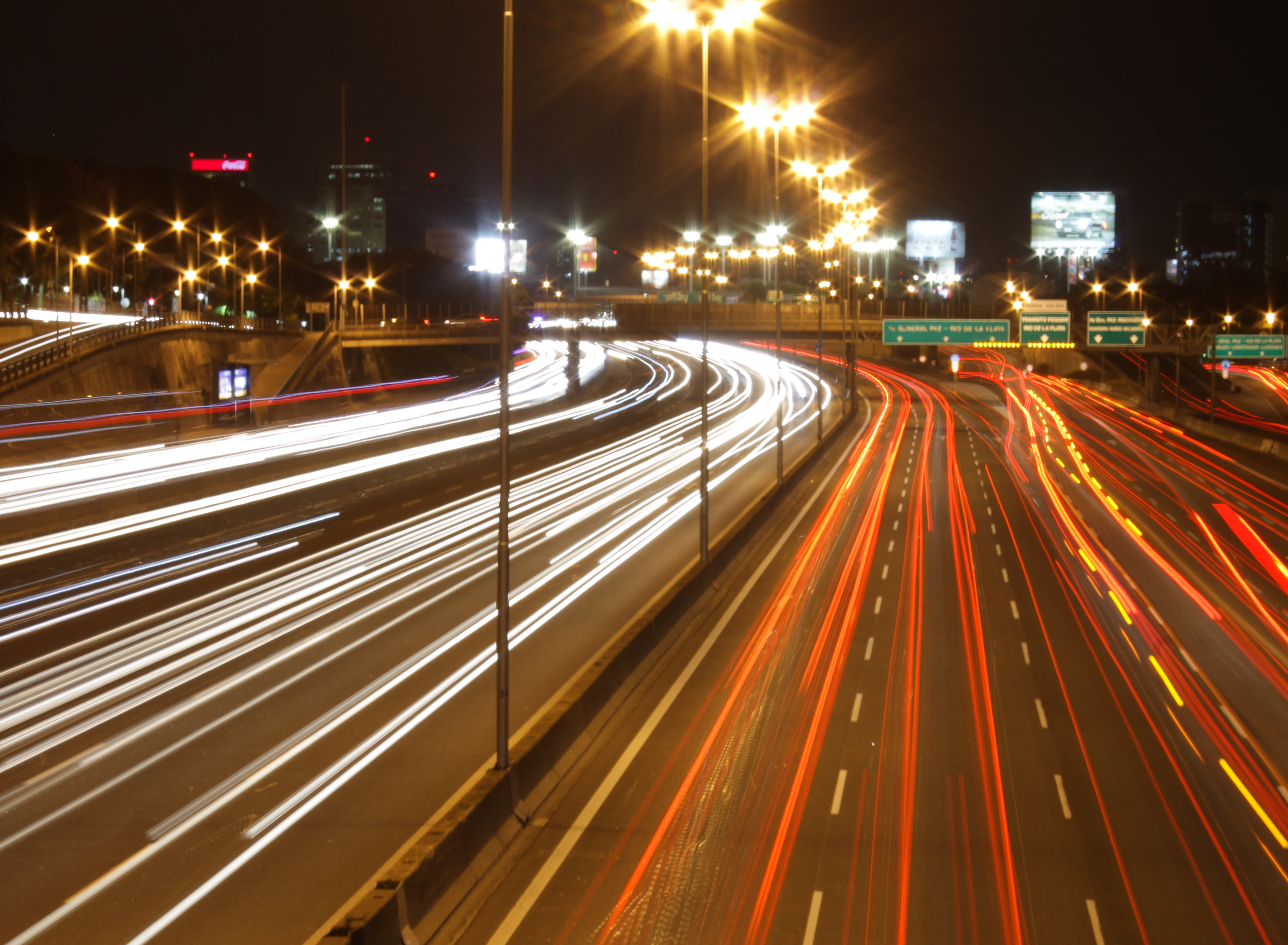
Vista de la autopista Panamericana Acceso Norte en Buenos Aires, Argentina.

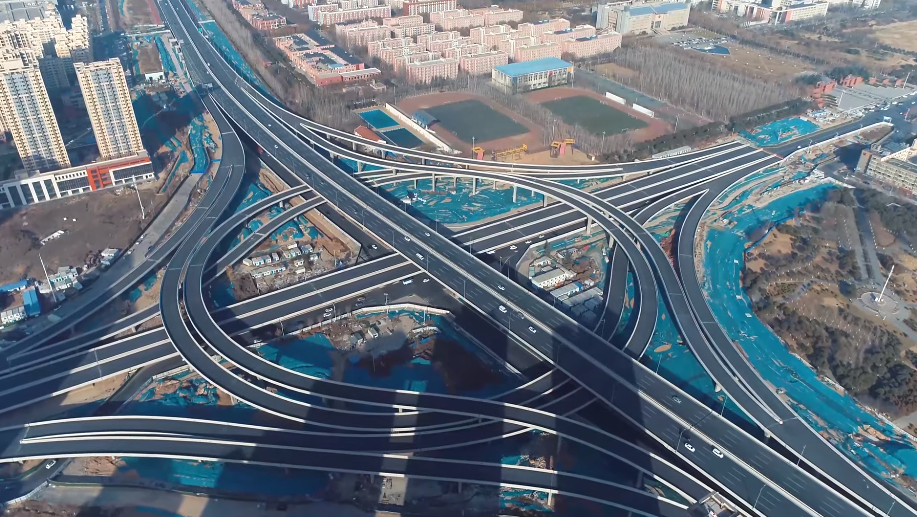
Intercambiador vial estilo turbina en la ciudad china de Zhengzhou, provincia de Henan.

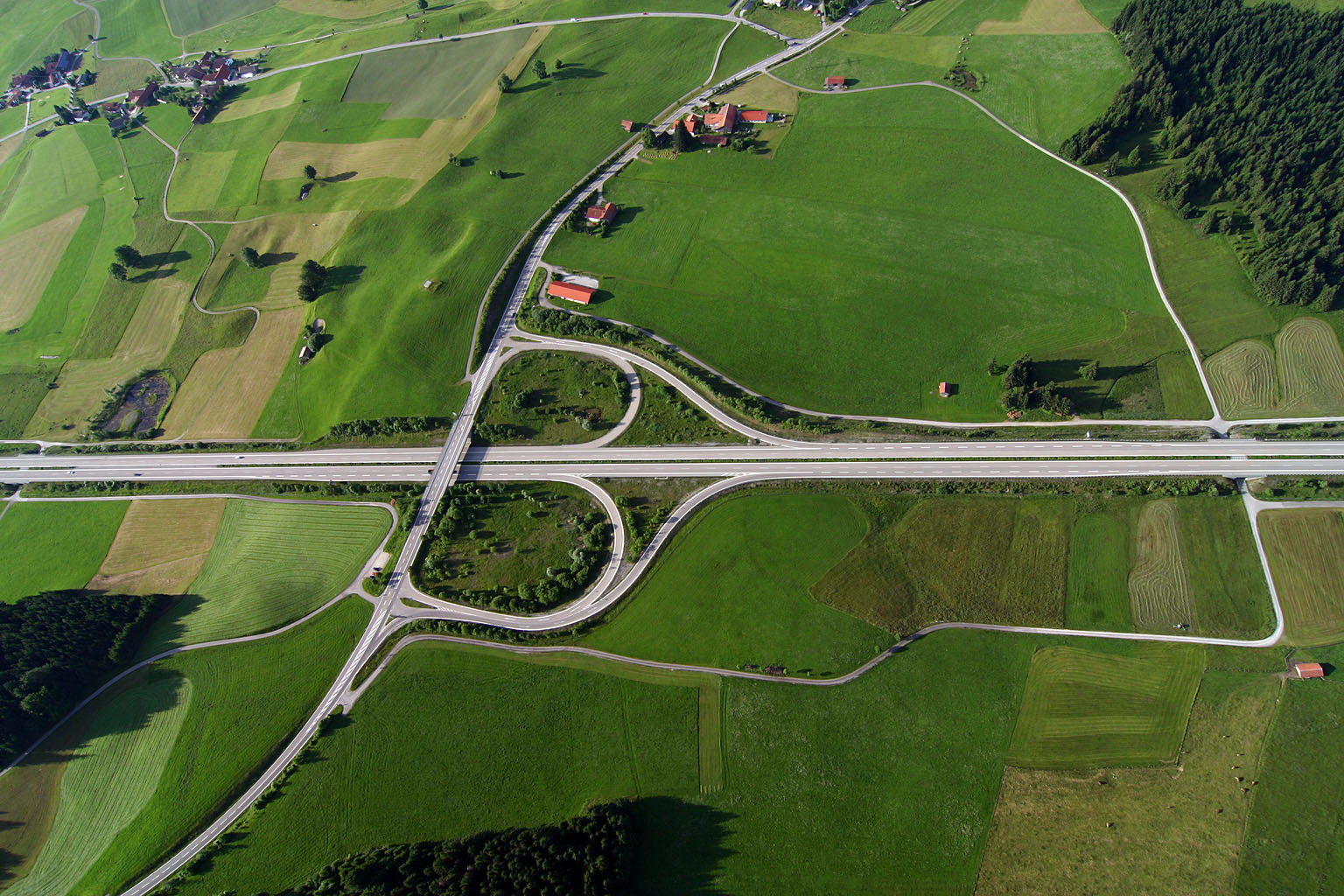
Alemania e Italia iniciaron la construcción de autopistas con las autobahn y con la Autostrada Milán-Varese alrededor de 1920.

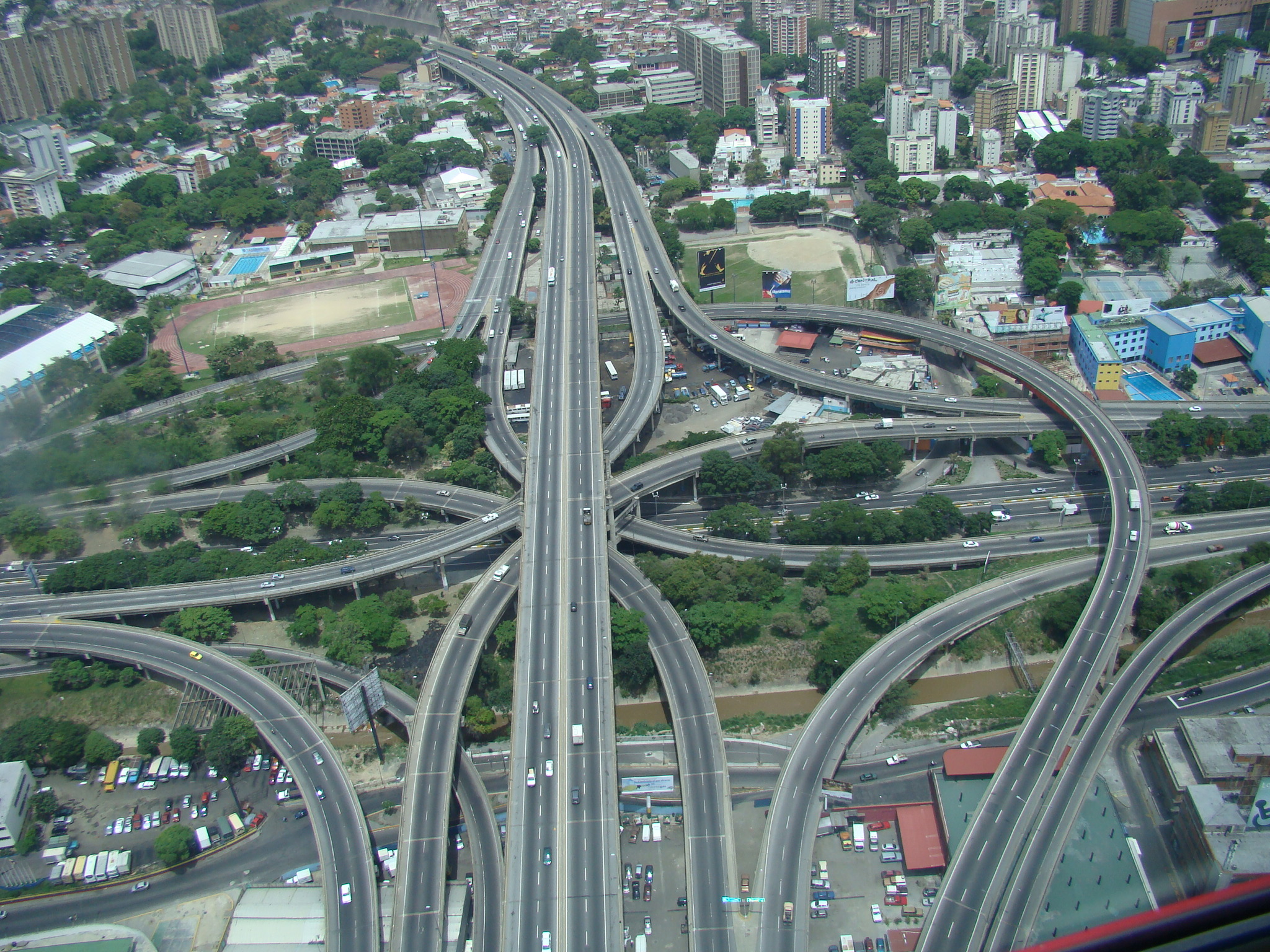
La Araña es el cruce de la autopista Francisco Fajardo y la Norte Sur en la ciudad de Caracas,
Venezuela.

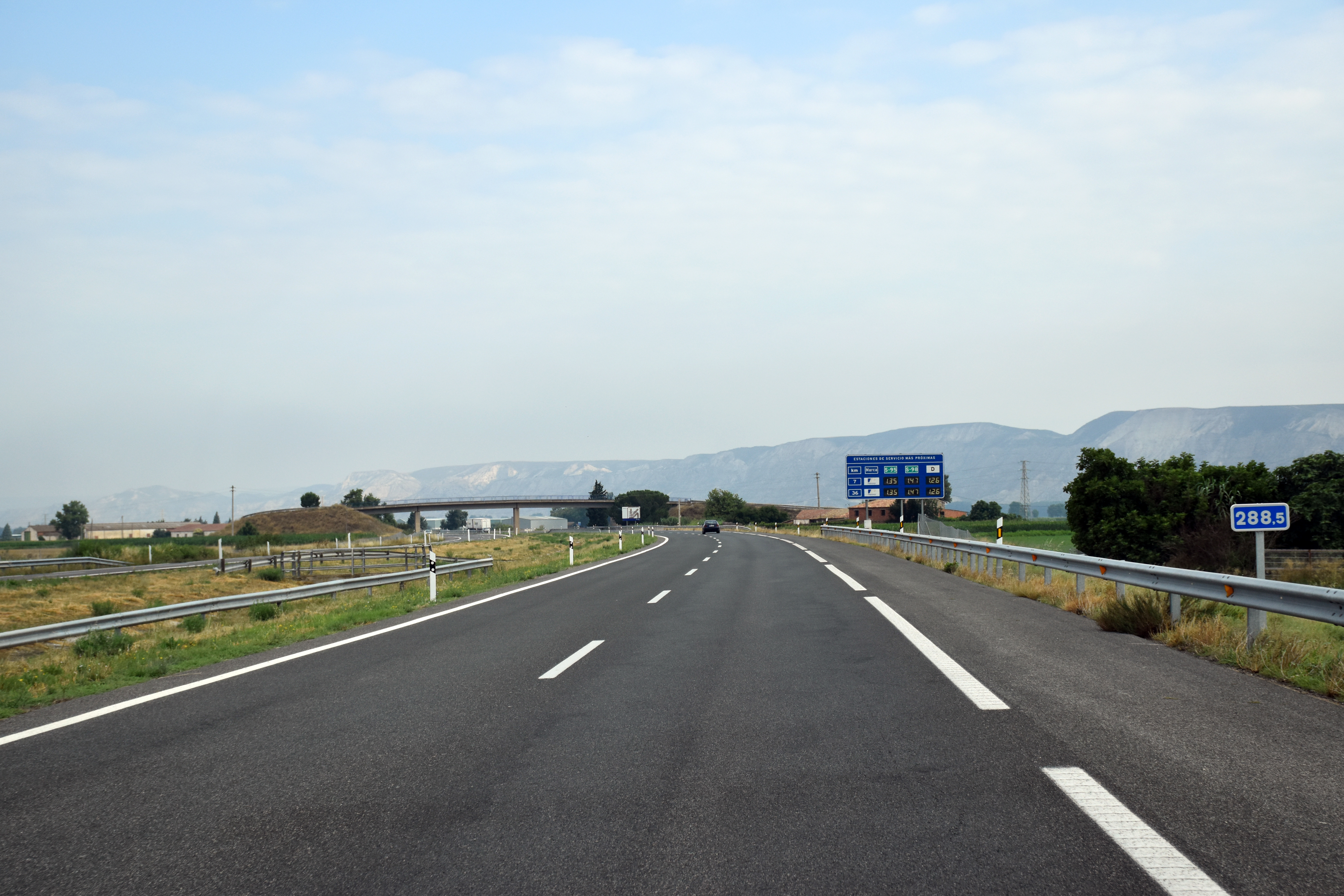
autopista AP-68 en Utebo (Zaragoza, España).

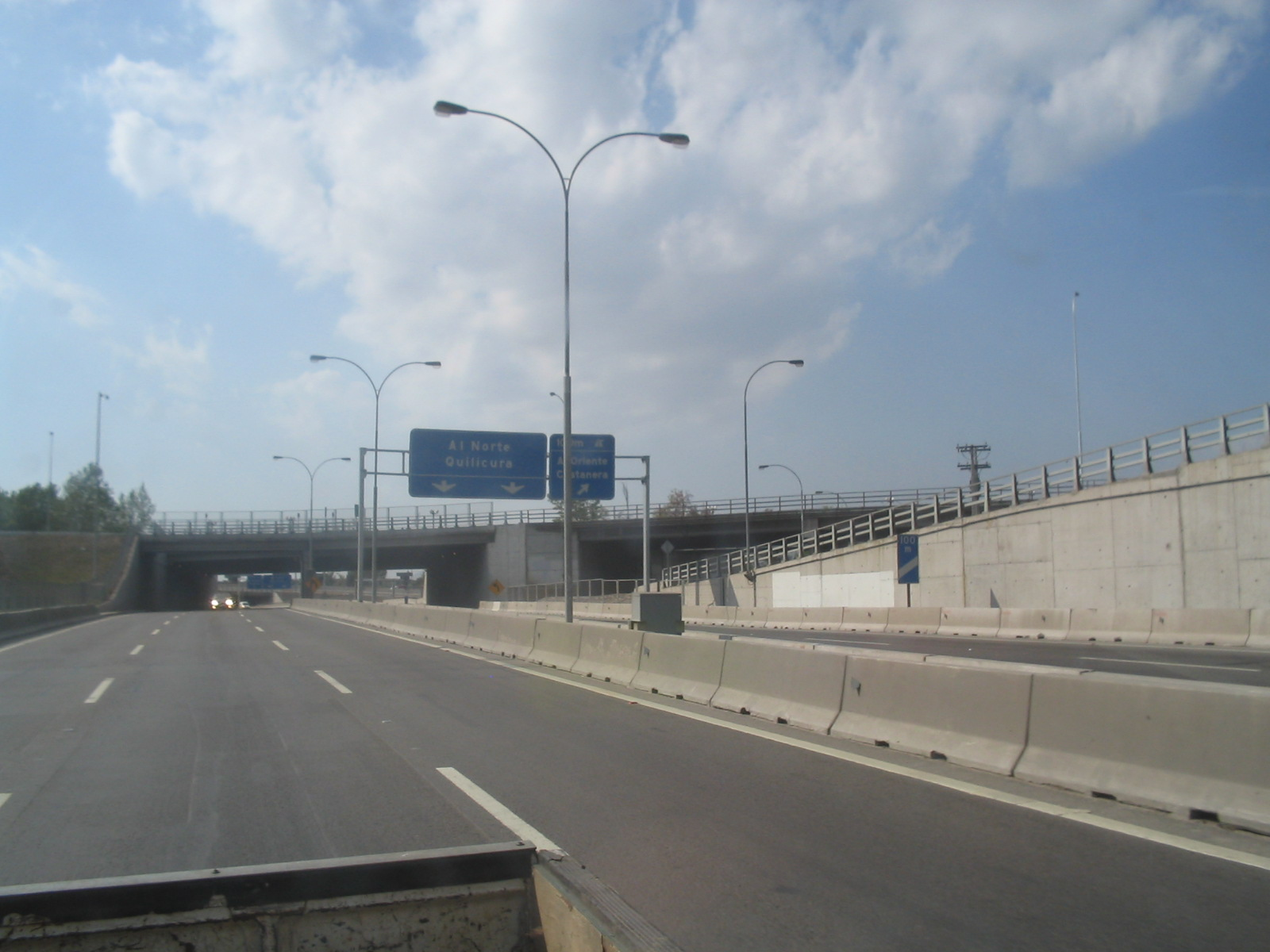
Autopista Central, Santiago, Chile.

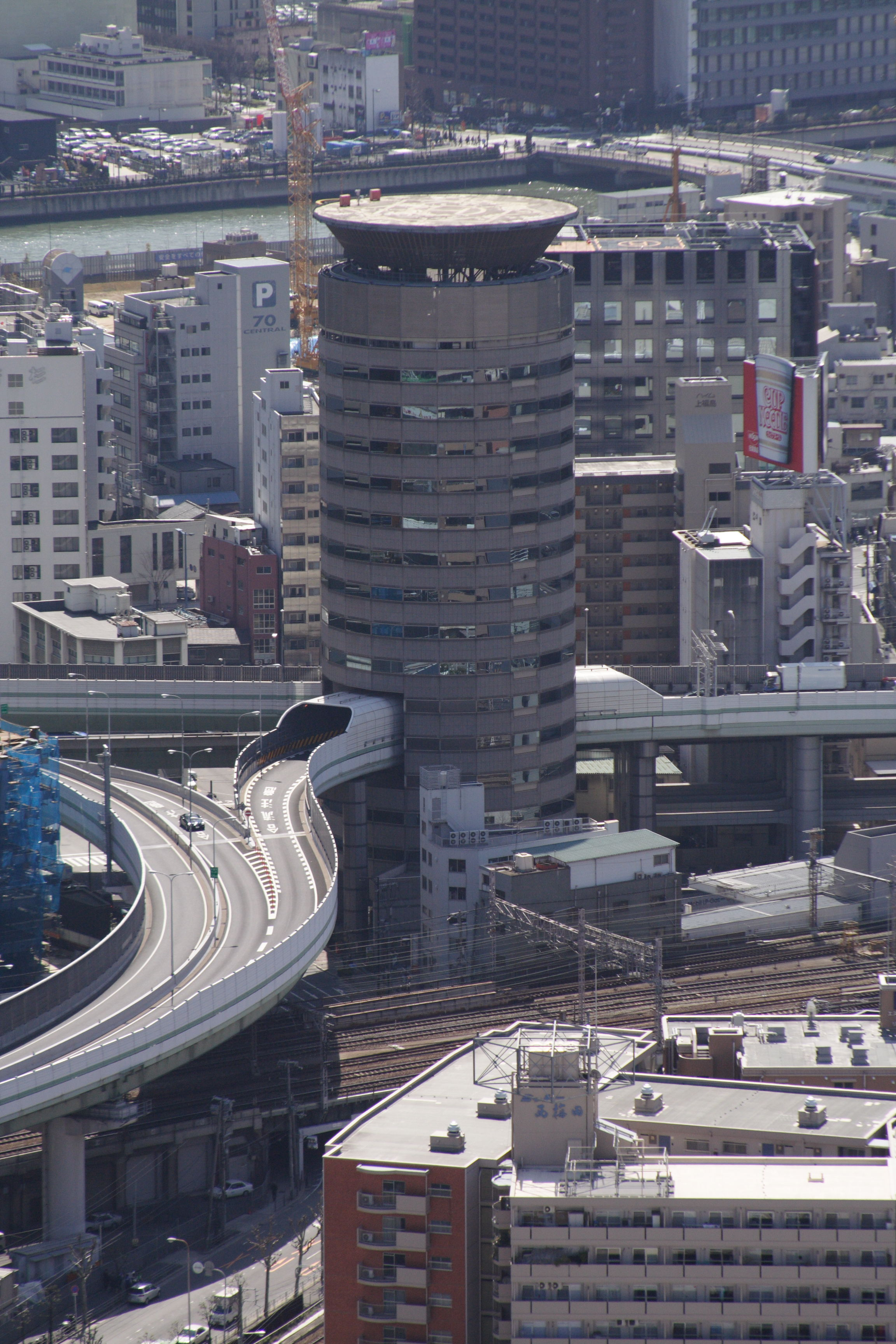
Intercambiador de la Ruta Ikeda (Autopista Hanshin) con rompevientos pasando por los pisos 5º a 7º del Edificio Gate Tower en Osaka, Japón.

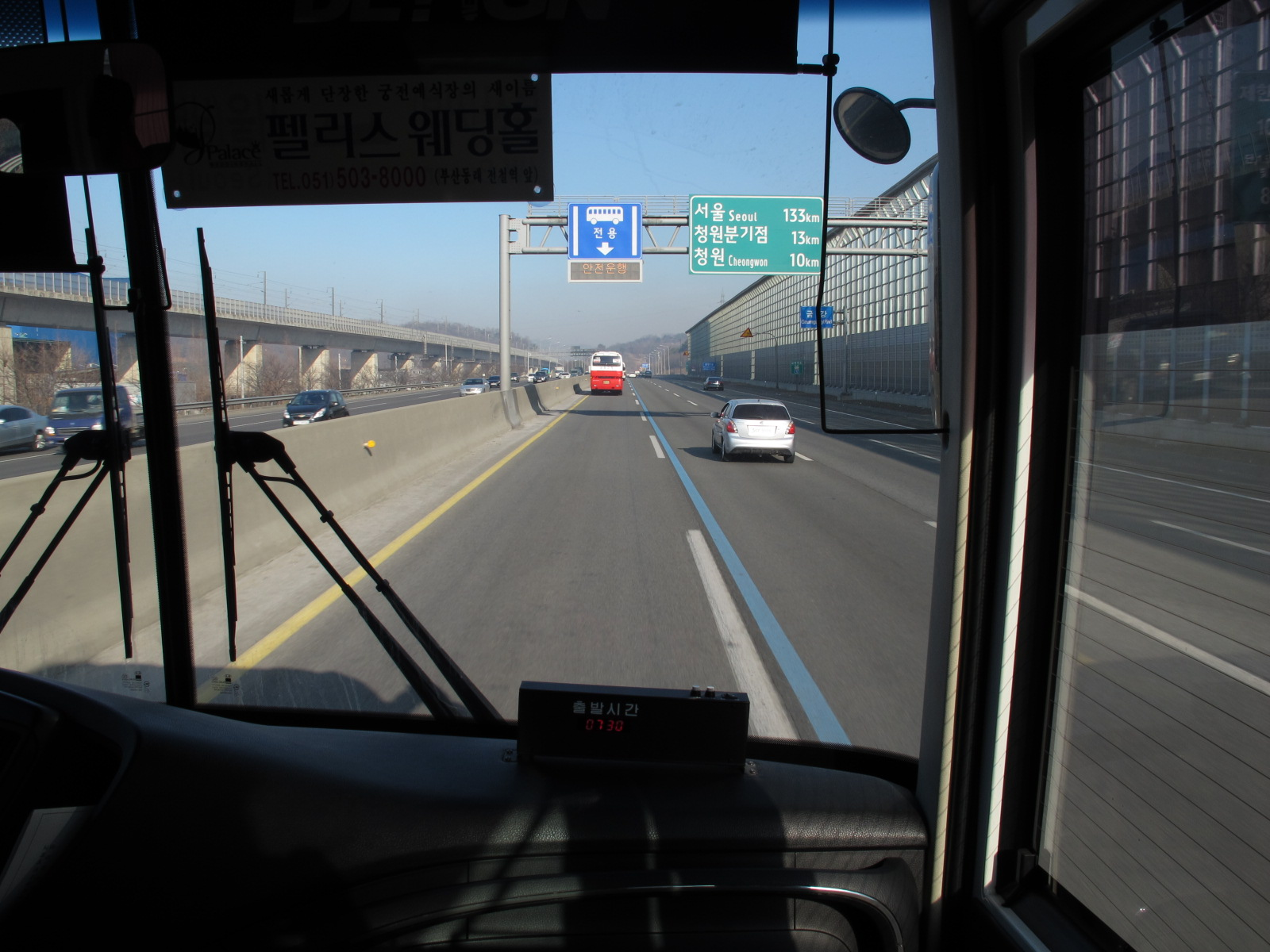
Carril de autobús en la Autopista de Gyeongbu, en Corea del Sur.

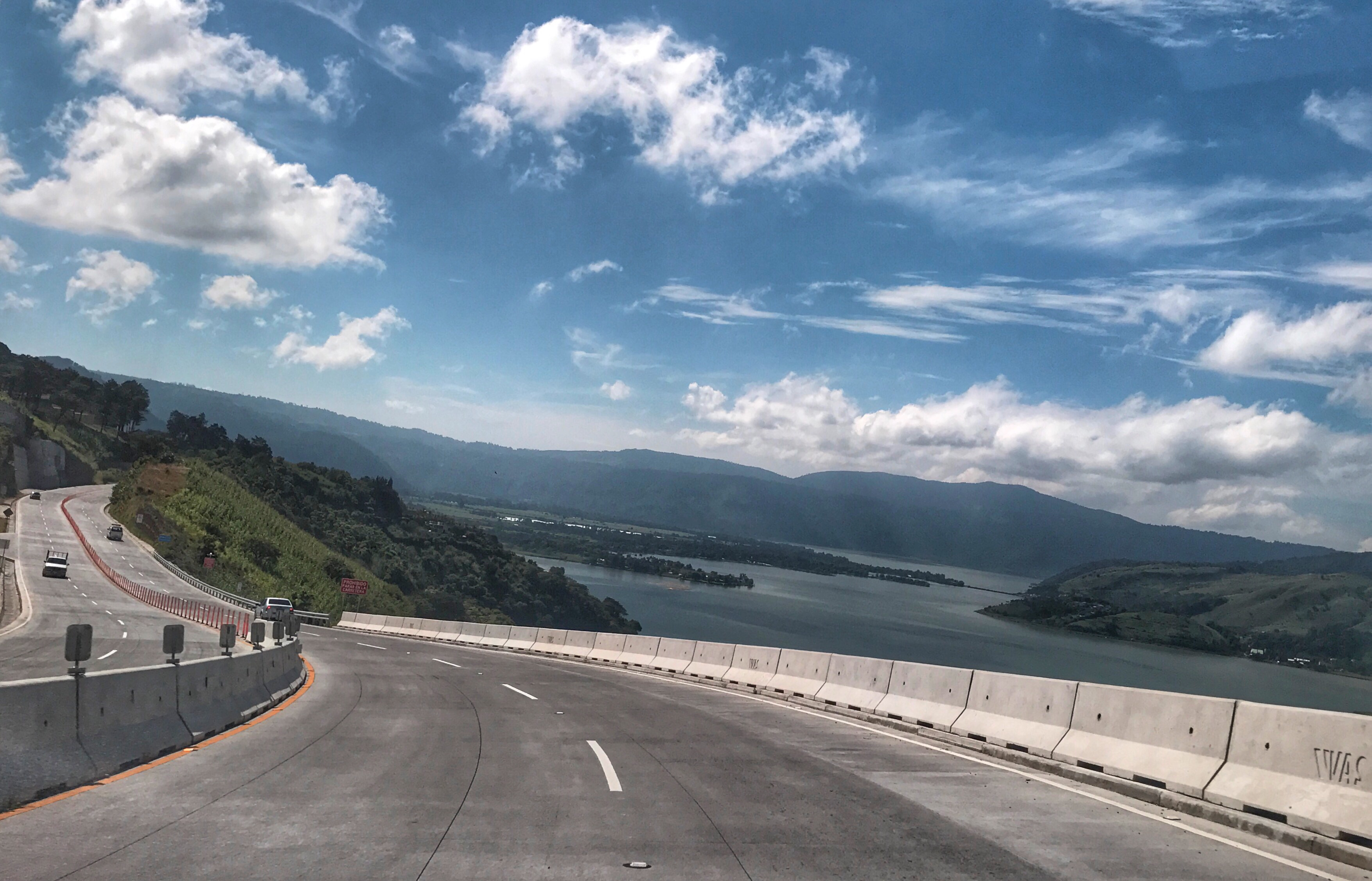
Autopista VAS (Vía Alterna del Sur), que conecta a la Ciudad de Guatemala con Villa Nueva en Guatemala.

Una autopista es una pista de circulación para automóviles y vehículos terrestres de carga (categóricamente los vehículos de motor) y de pasajeros. 
Debe ser rápida, segura, y admitir un volumen de tráfico considerable, y se diferencia de una carretera convencional, en que la autopista dispone de más de cuatro carriles para cada sentido con calzadas separadas (no confundir con la autovía española diseñada en ese país en 1988). Hasta 2017 las autopistas podían tener 2 carriles por sentido, pero el término ha sido actualizado, debido al incremento en la flota vehicular mundial.
Las primeras autopistas construidas con esta configuración se hicieron en Italia durante los años 1920. 
Entre los tipos de carreteras, representan las vías que más tráfico rodado pueden soportar y en las que este alcanza mayores velocidades, por lo que suelen representar los ejes principales de la red viaria de un país desarrollado (exceptuando a España, que implantó, por norma general, la autovía en esos casos).

## Definición

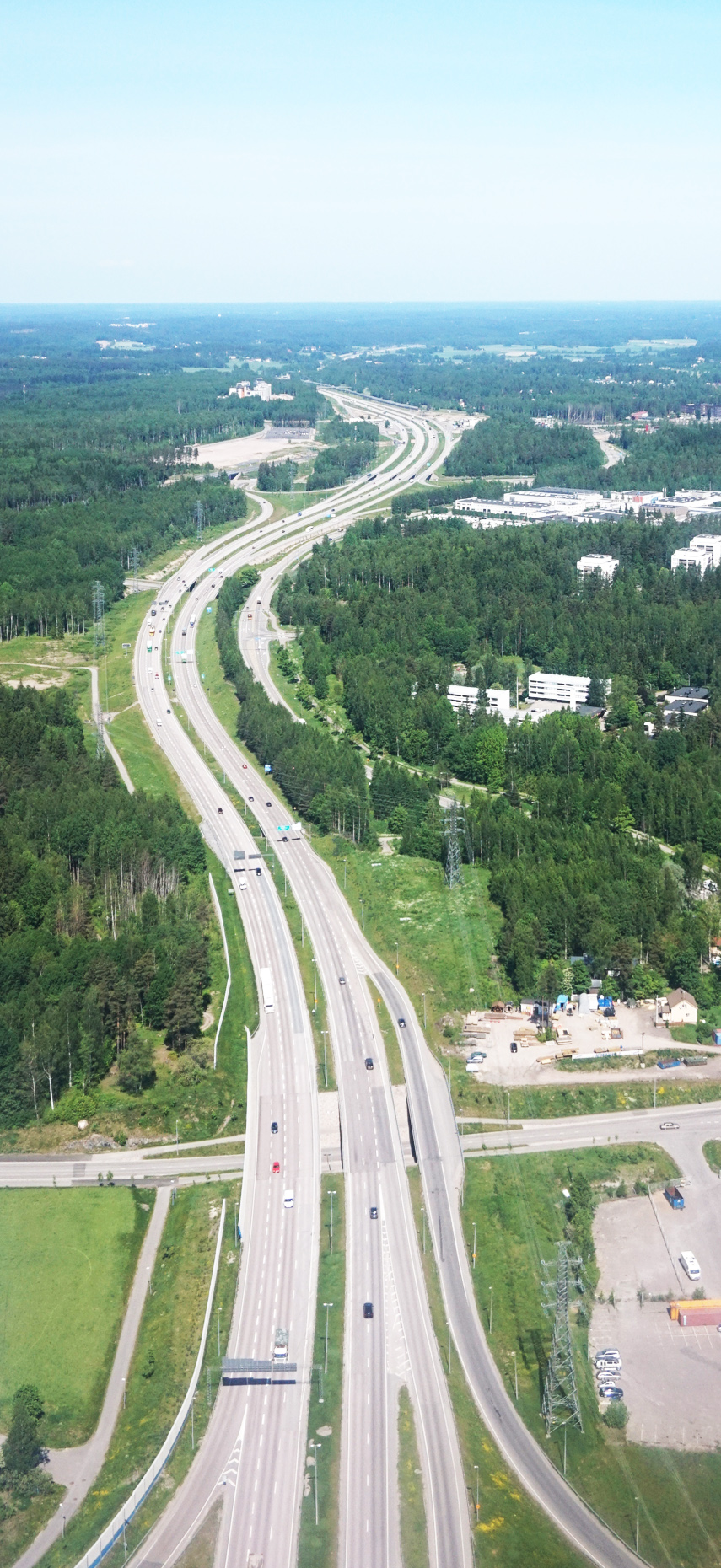
Una vista aérea de la carretera entre Tampere y Helsinki (carretera europea E12).

La Organización para la Cooperación y el Desarrollo Económicos define autopista como:
Carretera especialmente diseñada y construida para el tráfico motorizado, la cual no sirve a las fincas que lindan con ésta, y que:
(a) Está provista, excepto en determinados puntos o temporalmente, de una doble calzada separada para los dos sentidos del tráfico. Esta separación se hace por una banda por la que no se puede circular o por otros medios.
(b) No tiene carreteras que la cruzan al mismo nivel, ni vías de trenes, ni de tranvías ni pasos peatonales o caminos de cualquier tipo.
(c) Está especialmente señalizada como una autopista, y está reservada específicamente para una categoría de vehículos motorizados.
Los carriles de entrada y salida están señalizados para ello. Las autopistas urbanas también se incluyen en la definición.

## Características
Para poder ser calificada como autopista, una vía de circulación debe reunir las siguientes características:
- Dos bandas de circulación, una para cada sentido, separadas entre sí por una franja ancha de terreno o por vallas de protección.
- Al menos dos carriles de circulación en cada banda.
- Arcenes laterales en cada banda, para que un vehículo pueda detenerse en caso de emergencia sin obstaculizar el tráfico.
- Curvas poco pronunciadas para que los vehículos no tengan que aminorar la marcha al circular por ellas.
- Ausencia de cruces a nivel, que se resuelven mediante pasos superiores o inferiores.
- Las intersecciones se resuelven a distinto nivel mediante enlaces.
- Entradas y salidas con carriles separados de los principales, de desaceleración y de aceleración, para que los vehículos que salen o entran en la autopista cambien su velocidad fuera de ella.
- Las salidas y entradas están situadas casi siempre en el lado derecho en el sentido de la marcha, ya que el carril izquierdo es el de adelantamiento y, por lo tanto, el más rápido. Lo contrario para países con tránsito a la izquierda, en donde las salidas y entradas están situadas casi siempre en el lado izquierdo en el sentido de la marcha, ya que el carril derecho es el de adelantamiento y, por lo tanto, el más rápido.
- El acceso a los inmuebles colindantes con la autopista no se realiza directamente desde la misma, a menos que se utilicen entradas y salidas como las antes descritas. En las zonas urbanas es habitual la existencia de calles paralelas situadas a cada lado, denominadas "vías de servicio" o "colectoras", que permiten el acceso a los inmuebles que limitan con la autopista sin perturbar el tránsito de la misma.
- En ciertos tramos poseen estaciones de peaje para recaudar dinero que se empleará para el mantenimiento de la misma.
- Dependiendo de la topografía del terreno donde esté construida podrá tener viaductos y túneles.

## Señalización

Señal de autopista en España, Argentina y Bolivia.[4]
Señal de Alemania.
Señal de Reino Unido.
Señal de Suiza.
Señal de Suecia.
Señal de Francia.
Señal de Italia.
Señal de Chile.
Señal de Portugal

## Historia
La primera autopista del mundo se construyó en Italia, en 1921, entre Milán y Varese. Hoy forma parte de las autopistas A8 y A9 italianas. Tenía dos calzadas separadas, pero aún no contaba con cruces a distinto nivel.
La primera autopista española, la más antigua de España, concluyeron las obras en el año 1942, corresponde el tramo entre el Nudo Eisenhower y el aeropuerto de Barajas, de la longitud de unos 1,9 kilómetros. No hasta el año 1952 había construida la antigua Autopista de Barajas con el diseño antiguo de la autopista que no habían carriles y solo se construyeron 2 calzadas como si fuera una avenida muy ampliada.
Tras la primera autopista más antigua de España, las siguientes fueron la autopista A-3 entre Madrid y Vallecas, seguida por la autopista A-6 que se construyó entre 1964 y 1967 (inaugurada este último año), entre los municipios madrileños de Las Rozas de Madrid y Collado Villalba.
La primera de peaje, la A-19 se construyó en 1969 y se extendía entre Barcelona y Mataró.
Le siguieron las autopistas AP-8 (Bilbao - Behovia), la AP-6 (Collado Villalba - Adanero) y la "Y" asturiana A-8 / A-66 (Gijón - Oviedo - Avilés). En 1972 se finalizó la AP-4, la autopista del Sur de Sevilla a Cádiz. Finalmente, los dos accesos principales a las terminales 1, 2 y 3 del aeropuerto de Madrid-Barajas, se acabaron convirtiendo en autopistas.
Una de las últimas fue el tramo comprendido entre Benavente y Padornelo (ambos en la provincia de Zamora) de la A-52 denominada en su totalidad como autovía de las Rías Bajas, y en Zamora, y la Autovía das Rías Baixas en las provincias de Orense y Pontevedra. Un caso particular es la autovía del Cantábrico, A-8, que se torna físicamente autopista en distintos puntos, caso por ejemplo de la variante de Gijón.
Además, el conjunto de los tramos (Oviedo-Mieres), (Mieres-Pola de Lena) y (Pola de Lena-Campomanes) de la A-66, es una autopista. También la autopista Sevilla-Huelva (la A-49, la A-22, la variante norte de Zaragoza, la A-52 (Benavente-Padornelo) y otras, aunque generalmente, se encuentran cerca de (o conectadas a) autopistas de peaje, no siendo el caso de esta última, por ejemplo.

## Autovías españolas
Las autovías españolas históricamente siguen más o menos el mismo recorrido que tenían las calzadas romanas en los tiempos de Hispania. La existencia de un tipo de vía cuya definición fue acuñada en España, y la evolución de éstas con el tiempo, frecuentemente llevan a confusión, por lo que se enumeran algunas, especialmente:
- A-66 Autovía Ruta de la Plata, León-Sevilla, no es una autopista.
- A-6 Autovía del Noroeste, Benavente-Arteijo, no es una autopista.
- A-6 Autovía del Noroeste, Madrid-Las Rozas, realmente no es una autopista.
- A-67 Autovía de la Meseta, Venta de Baños-Santander, no es una autopista en el tramo que discurre entre Torrelavega cuando se desdobla de la A-8 y hasta Venta de Baños.
- A-2 Autovía del Nordeste, Fraga-Barcelona, no es una autopista.
- A-3 Autovía de Valencia, Honrubia-Valencia, no es una autopista.
- A-7 Autovía del Mediterráneo, como alternativa a la AP-7, no es una autopista.
- A-50 Autovía de la Cultura, no es una autopista.
- A-8 Autovía del Cantábrico, Irún-Baamonde, no es una autopista en el tramo Solares-Baamonde

Por poner algunos de los ejemplos que suelen generar confusión. De hecho, por ejemplo se puede mencionar, que Extremadura es una comunidad autónoma, que no posee ni un solo kilómetro de autopistas, ni siquiera de peaje.

### Diferencias
Una autovía es un tipo de carretera interurbana española, desdoblada y de alta velocidad, similar a la autopista, aunque de un nivel inferior. Las directrices obligatorias para su construcción y conservación están regidas por su definición en la Ley de Carreteras española de 2015. En cambio en el ámbito de las autopistas, esto se vuelve más complejo, ya que hasta la definición que se le pueda dar en esa misma ley puede llegar a venir fuertemente condicionada por los estándares internacionales del momento, especialmente si la autopista en cuestión forma parte de un itinerario europeo. De hecho, frecuentemente, se estima que es por esto, unido a otra fuerte crisis a comienzos de los ochenta, lo que pudo llevar a ese "re-diseño" de la autovía, para mantener un estándar nacional. De los tres apartados (letras) de la definición de la OCDE, situada más arriba, la autovía, como tal y por definición, está exenta de obligaciones en el cumplimiento del apartado (c), lo que no implica que en algunos casos, cumpla algunas de estas de manera opcional, lo que explicaría aquellas auto-imposiciones en las autovías de última generación. Además, aunque se llegue al punto de casi hacerlo, el trazado y sus características no tienen por qué conllevar las mismas "prescripciones" que los de una autopista. Sigue estando permitido construirlas sobre las carreteras antiguas, aprovechándolas para una de las plataformas, simplemente reasfaltando encima y/o ampliando el gálibo, aunque en la actualidad es solo "un recurso ante la necesidad". Y pintando posteriormente la señalización horizontal, que sí se mantiene, si no siempre igual, similar a la de la autopista. En una autovía y en una autopista de peaje (siempre a criterio de la concesionaria) está permitido corregir baches, badenes, grietas y demás defectos, mediante la colocación de parches de asfalto o mediante el uso de pastas de alquitrán, en cambio en las autopistas esto puede ser una conducta ciertamente "rastrera" y provocar, de facto, que la autopista se vuelva peligrosa y cambie su categoría a la de autovía.

## Coste
En el transporte, la demanda puede medirse en el número de viajes efectuados o en la distancia total recorrida en todos los trayectos (por ejemplo, pasajeros-kilómetros para transporte público o vehículos-kilómetros de viaje para transporte privado). Se considera que la oferta es una medida de capacidad. El precio del bien (viaje) se mide utilizando el costo generalizado de los viajes, que incluye tanto dinero como tiempo.
El efecto de los aumentos en la oferta (capacidad) es de particular interés en la economía del transporte (ver demanda inducida), ya que las consecuencias ambientales potenciales son significativas (ver externalidades a continuación).
Además de proporcionar beneficios a sus usuarios, las redes de transporte imponen externalidades positivas y negativas a los no usuarios. La consideración de estas externalidades -en particular las negativas- es parte de la economía del transporte. Las externalidades positivas de las redes de transporte pueden incluir la capacidad de prestar servicios de emergencia, el aumento del valor de la tierra y los beneficios de la aglomeración. Las externalidades negativas son amplias y pueden incluir la contaminación del aire local, la contaminación acústica, la contaminación lumínica, los peligros de seguridad, la separación de la comunidad y la congestión. La contribución de los sistemas de transporte al cambio climático potencialmente peligroso es una externalidad negativa significativa que es difícil de evaluar cuantitativamente, lo que hace difícil (pero no imposible) incluir en la investigación y el análisis basados en la economía del transporte. La congestión es considerada una externalidad negativa por los economistas.

## Efectos ambientales
Las carreteras son fuentes prolongadas de contaminación lineal.
El ruido de la carretera aumenta con la velocidad de operación, de modo que las carreteras principales generan más ruido que las calles arteriales. Por lo tanto, se esperan efectos considerables sobre la salud del ruido de los sistemas de autopistas. Existen estrategias de mitigación del ruido para reducir los niveles de sonido en los receptores sensibles cercanos. La idea de que el diseño de la carretera podría ser influenciado por consideraciones de ingeniería acústica surgió por primera vez alrededor de 1973. 
Problemas de calidad del aire: Las carreteras pueden contribuir con menos emisiones que las arterias que transportan el mismo volumen de vehículos. Esto se debe a que la operación de alta velocidad constante crea una reducción de emisiones en comparación con los flujos vehiculares con paradas y arranques. Sin embargo, las concentraciones de contaminantes atmosféricos cerca de las carreteras pueden ser mayores debido al aumento de los volúmenes de tráfico. Por lo tanto, el riesgo de exposición a niveles elevados de contaminantes atmosféricos de una carretera puede ser considerable, y se amplifica aún más cuando las carreteras tienen congestión de tráfico.
Las nuevas carreteras también pueden causar la fragmentación del hábitat, fomentar la expansión urbana y permitir la intrusión humana en áreas previamente intactas, así como (contrarrestando) aumentar la congestión, aumentando el número de intersecciones.
También pueden reducir el uso del transporte público, lo que conduce indirectamente a una mayor contaminación.
Los carriles de vehículos de alta ocupación se están agregando a algunas carreteras nuevas / reconstruidas en Norteamérica y otros países alrededor del mundo para fomentar el carpool y el transporte masivo. Estos carriles ayudan a reducir el número de coches en la autopista y por lo tanto reduce la contaminación y la congestión del tráfico promoviendo el uso del carpooling para poder utilizar estos carriles. Sin embargo, tienden a requerir carriles dedicados en una carretera, lo que los hace difíciles de construir en zonas urbanas densas donde son los más eficaces.
Para abordar la fragmentación del hábitat, los cruces de vida silvestre se han vuelto cada vez más populares en muchos países. Los cruces de vida silvestre permiten a los animales cruzar con seguridad las barreras humanas como las carreteras. 

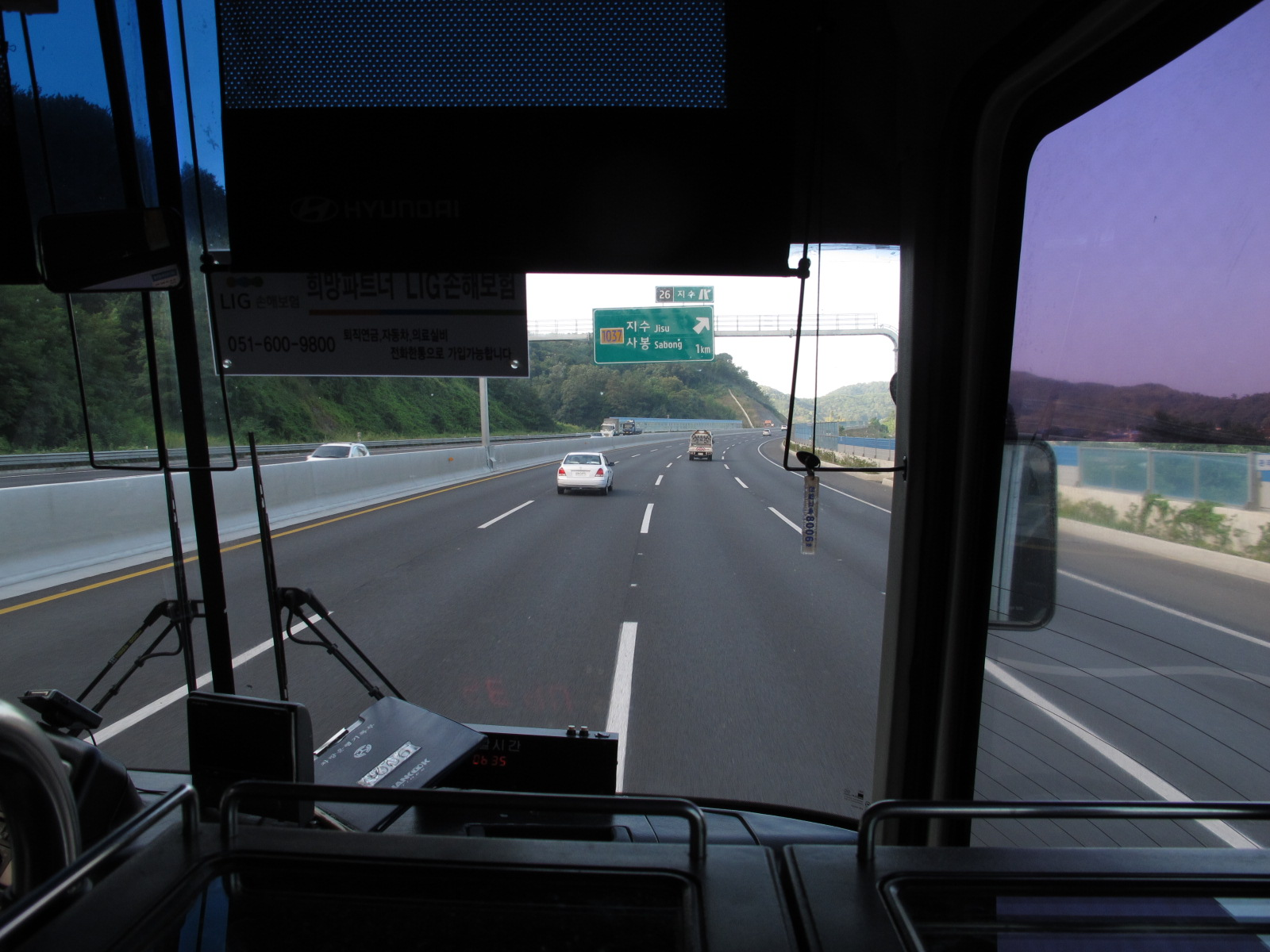
Autopista Namhae en Jinju, Corea del Sur.